# Steven Bennie
Steven Bennie (* 28. September 1981) ist ein ehemaliger schottischer Snookerspieler, der 1999 die schottische Snooker-Meisterschaft gewann und in der Saison 2003/04 Profispieler war.

## Karriere
Seit Mitte der 1990er-Jahre nahm Bennie an schottischen Amateurturnieren teil. 1999 nahm seine Karriere an Fahrt auf: Hatte er zunächst das Viertelfinale der U19-Europameisterschaft erreicht, gewann er wenig später die schottische Meisterschaft. In den folgenden Jahren nahm er regelmäßig an internationalen Turnieren teil. Unter anderem zog er ins Halbfinale der Europameisterschaft 2000 und ins Finale der U21-Weltmeisterschaft ein. Bei letzterem Turnier konnte er in den beiden Jahren jeweils das Halbfinale erreichen. 2002 gewann er die schottische U21-Meisterschaft. Zudem nahm er seit 1999 auch an der Challenge Tour teil, wo er Saison für Saison seine Ergebnisse verbessern konnte. Zu jener Zeit lebte Bennie in Stirling. Über die Endwertung der Challenge Tour 2002/03 bekam er schließlich die Startberechtigung für die Profitour. Während der gesamten Saison gewann er aber nur drei Spiele. Am Ende belegte er den 124. von 128 Plätzen, was bei weitem nicht für eine Qualifikation für die nächste Spielzeit ausreichte. Somit wurde Bennie wieder Amateur. Mit begrenztem Erfolg spielte der Schotte danach noch eine Saison auf der Challenge Tour, ehe er 2005 seine Karriere beendete.

## Erfolge (Auswahl)
| Ausgang         | Jahr | Turnier                           | Finalgegner     | Ergebnis |
| --------------- | ---- | --------------------------------- | --------------- | -------- |
| Amateurturniere |      |                                   |                 |          |
| Sieger          | 1999 | Schottische Snooker-Meisterschaft | John Macfarlane | 4:3      |
| Zweiter         | 2000 | IBSF U21-Snookerweltmeisterschaft | Luke Fisher     | 5:11     |